# Vergleichsrechner
Ein Vergleichsrechner ist ein Online-Angebot im Internet. Mit so einem Online-Tools sind Vergleiche zu verschiedenen Produkten und Dienstleistungen der am Markt vorhandenen Anbieter möglich. Je nach Vergleichsrechner werden die jeweiligen aktuellen Konditionen nach Rangfolge auflistet. Stark genutzte Vergleichsrechner sind zum Beispiel Telefontarife, Stromanbieter oder Zinsen von Finanzprodukten.
In den „Vor-www-Zeiten“ mussten Konditionsvergleiche entweder händisch erstellt werden oder die Veröffentlichung in Zeitungs-/Zeitschriftentabellen genutzt werden. Der Nachteil bei letzteren: sie bildeten nicht immer die Entscheidungskriterien des Suchenden ab. Beispiel: beim Girokontovergleich will man alle Online-Anbieter ausschließen, weil man nur bei einer Filialbank sein Konto führen möchte. Und: Bei schnelllebigen Tarifen/Konditionen (Telefon, Tagesgeld/Festgeld) war eine Papiertabelle beim Erscheinen oft schon veraltet.
Inzwischen sind die Vergleichsrechner so weit, dass man sich nach allen individuell gewünschten Kriterien tagaktuell die jeweilig besten Anbieter listen lassen kann.
Wichtig bei der Wahl eines Vergleichsrechners sollte sein, dass der Ersteller unabhängig agiert. Es ist normal, dass bei Weiterleitung des ausgewählten Produktanbieters über eine Verlinkung eine gewisse Provision fließt. Kritisch wird es, wenn nur noch solche Produktanbieter in den Vergleich aufgenommen werden, die dafür zahlen, und andere (bessere) nicht erwähnt werden. Deshalb sollten Vergleichende nicht den erstbesten Vergleichsrechner nutzen, sondern sehen, wer dahinter steht. Und darauf achten, dass die Auswahl / Liste aus möglichst vielen Produktanbietern besteht.
Mit dem Siegeszug der Vergleichsrechner fand auch eine Revolution im Bankwesen statt: früher (in „offline-Zeiten“) konnten Banken und Sparkassen auf die geringe Markttransparenz setzen – heute ist jede Finanzkondition transparent. Viele Kreditinstitute wurden dadurch zu kundenfreundlicheren Konditionen „gezwungen“.